# Bronisław Zygmunt Siwik
Bronisław Zygmunt Siwik (ur. 20 grudnia 1876 lub 1878 w Kaliszu, zm. 19 stycznia 1933 w Warszawie) – prawnik, publicysta, działacz socjalistyczny i spółdzielczy.

## Życiorys
Ukończył Męskie Gimnazjum Klasyczne w Kaliszu, gdzie uczestniczył w działalności tajnych kółek samokształceniowych. Następnie studiował prawo na Cesarskim Uniwersytecie Warszawskim, studia jednak z niewiadomych powodów przerwał. Udał się w 1901 do Zagłębia Dąbrowskiego i podjął tam pracę jako urzędnik w fabryce „Fitzner i Gamper” w Sosnowcu. W 1904 za namową Norberta Barlickiego wstąpił do Polskiej Partii Socjalistycznej. Początkowo działał jako agitator oraz użyczał swego mieszkania na składy bibuły i broni. Był członkiem Komitetów Dzielnicowych PPS Konstantynów i Pogoń. W partii był zwolennikiem poglądów „starych”, w rezultacie czego opanowany przez lewicę zagłębiowski Okręgowy Komitet Robotniczy PPS w 1906 zawiesił go w prawach członka. Jednocześnie w 1906 był współzałożycielem, a następnie wykładowcą sosnowieckiego oddziału Uniwersytetu dla Wszystkich. Po rozłamie w PPS od listopada 1906 współorganizował struktury, a następnie wszedł w skład zagłębiowskiego OKR PPS-Frakcji Rewolucyjnej. Był także członkiem redakcji jej pisma „Górnik”, a także reprezentował organizację zagłębiowską na X (I) Zjeździe PPS-Fr.Rew. w Wiedniu (3–7 marca 1907). Wydany policji rosyjskiej przez prowokatora Mieczysława Sankowskiego został przez nią aresztowany 15 czerwca 1907. Siedział w więzieniach w Sosnowcu i Piotrkowie Trybunalskim. Ostatecznie decyzją administracyjną generała gubernatora warszawskiego został skazany na 3 lata zesłania do Rosji, do guberni wiackiej, z zakazem powrotu do Królestwa Polskiego.
Od 1909 mieszkał w Petersburgu, gdzie działał w Związku Młodzieży Postępowo-Niepodległościowej, oraz współpracował z wydawanym we Lwowie pismem „Promień, oraz zamieszczał korespondencje w „Przeglądzie Wileńskim” oraz w pismach warszawskich: „Prawdzie” i „Myśli Niepodległej”. Po wybuchu I wojny światowej zintensyfikował swoją poprzednią działalność, stając się jednym z czołowych działaczy lewicy niepodległościowej nad Newą. Nawiązał łączność z odbudowanym w kraju Centralnym Komitetem Robotniczym PPS-Frakcji. We współpracy z zaraniarzami stworzył konspiracyjny Związek Patriotów działający na rzecz legionów Piłsudskiego, a następnie od 1915 współpracujące z Polską Organizacją Wojskową Polskie Zrzeszenie Niepodległościowe. Jednocześnie współkierował stowarzyszeniem robotniczym „Promień” w Petersburgu. Od września 1916 redagował polski dwutygodnik „Promień Poranny”. Od 1916 był także członkiem Polskiego Towarzystwa Pomocy Ofiarom Wojny, gdzie w grudniu 1916 Zjazd TPOW powołał go Komitetu Głównego organizacji. W tym okresie wielokrotnie wypowiadał się za powstaniem niepodległych państw narodowych, uważając to za podstawę ewentualnej solidarności międzynarodowej robotników, odrzucał tym rozumienie internacjonalizmu skrajnej lewicy polskiej i rosyjskiej, a także lansowaną przez te środowiska tezę o tzw. „dyktaturze proletariatu”. W styczniu 1917 współinicjator powstania Towarzystwa Wzajemnej Pomocy Pracowników Polskich. Po wybuchu w 1917 rewolucji lutowej w Rosji poparł ideę zjednoczenia polskich środowisk demokratycznych i na krótko wszedł Polskiego Komitetu Demokratycznego (18–27 marca 1917). Będąc jednym z głównych działaczy piotrogrodzkiej organizacji PPS, z jej ramienia od kwietnia 1917 był członkiem Tymczasowego Centralnego Komitetu Wykonawczego PPS w Rosji. Reprezentował socjalistów polskich z Rosji na odbytej w Sztokholmie konferencji przedstawicieli polskich ugrupowań politycznych stojących na gruncie „aktu 5 listopada”, gdzie poparł stanowisko Włodzimierza Kunowskiego występującego przeciwko tworzeniu w Rosji polskich formacji zbrojnych oraz za podporządkowaniem się Tymczasowej Radzie Stanu. Zwołana w czerwcu 1917 w Piotrogrodzie I Konferencja sekcji PPS w Rosji powołała go ponownie do CKW. Następnie był reprezentantem partii w Komisji Likwidacyjnej ds. Królestwa Polskiego. Od kwietnia do sierpnia 1917 redagował „Głos Robotnika i Żołnierza”. Pod koniec sierpnia 1917 ustąpił w związku z bolszewizacją poglądów polskich socjalistów w Piotrogrodzie ze stanowisk redakcyjnych; opublikował jeszcze broszurę „O bolszewizmie”, w której ostrzegał przed bolszewikami i przeciwstawiał im umiarkowany socjalizm reprezentowany przez Piłsudskiego i Daszyńskiego. Po całkowitym zbolszewizowaniu sekcji piotrogrodzkiej PPS wystąpił z partii w grudniu 1917. Opuścił wówczas także Polskie Zrzeszenie Niepodległościowe uznając, że stało się ono organizacją demokracji mieszczańskiej, czego on jako socjalista nie powinien popierać.
W połowie 1918 udało mu się powrócić do Polski. Od sierpnia 1918 pracował w Departamencie Pracy RR, a po odzyskaniu niepodległości został od listopada 1918 naczelnikiem Wydziału Sekcji Kas Chorych w Ministerstwie Pracy i Opieki Społecznej: Od 1925 był dyrektorem okręgowego urzędu ZUS w Warszawie. Od 1928 do śmierci piastował stanowisko dyrektora PZU Pracowników Umysłowych. Współpracował także z „Przeglądem Ubezpieczeń Społecznych. W II Rzeczypospolitej kontynuował także poprzednią działalność polityczną, w 1919 wstąpił ponownie do Polskiej Partii Socjalistycznej, w latach 1921–1923 był członkiem Centralnego Sądu Partyjnego. W 1919 został wybrany radnym m.st. Warszawy z ramienia tej partii. Najbardziej jednak znaczącym polem jego aktywności stała się działalność w ruchu spółdzielczym. Od listopada 1918 był członkiem Tymczasowego Sekretariatu Robotniczych Klasowych Stowarzyszeń Spożywczych w Warszawie. Po usunięciu komunistów Bieruta i Tołwińskiego w 1920 do Tymczasowego Zarządu tej organizacji. Odegrał wielką rolę w powstaniu i zorganizowaniu Związku Spółdzielni Spożywców RP, od kwietnia 1925 przez wiele lat przewodnicząc jego Radzie Nadzorczej. Ideom spółdzielczości poświęcona była jego publicystyka w „Rzeczypospolitej Spółdzielczej” (1921–1925) i „Społem” (1925–1932), oraz w licznych artykułach umieszczanych w prasie socjalistycznej.
Po wybuchu wojny polsko-bolszewickiej w 1920 wstąpił jako ochotnik do WP i wziął jako żołnierz piechoty udział w bitwie pod Surażem. Z powodu choroby odesłany z frontu i przydzielony do pomocy komendantowi Związku Obrony Ojczyzny, mjr. Marianowi Kościałkowskiemu, a pod koniec października 1920 zdemobilizowany. Po zwycięskiej wojnie powrócił do działalności publicystycznej i pisał w pismach PPS, jak Robotnik, Przedświt i Kalendarz Robotniczy; oprócz tego był od 1922 jednym z najpłodniejszych publicystów piłsudczykowskich w ich organie Droga. Jego poglądy nawiązywały do przemyśleń myślicieli socjalistycznych związanych z reformizmem i rewizjonizmem. Jego zdaniem państwo miało charakter klasowy, ale zdecydowanie odrzucał koncepcje dyktatury proletariatu i możliwość realizacji przemian socjalistycznych w krajach o ograniczonym stopniu rozwoju kapitalizmu. Jego zdaniem jedynie demokracji polityczna połączona z demokracją gospodarczą może zapewnić rozwój społeczeństwa zorganizowanego samorządnie w myśl ideałów socjalistycznych. Podstawą gospodarczą tego modelu gospodarczego miał być wszechstronny rozwój różnych form spółdzielczości, a także istotna rola związków zawodowych. W kwestii narodowej, podobnie jak Tadeusz Hołówko, wysuwał ideę państwa polskiego jednoczącego za pomocą idei federalizacji wschodnie ziemie należące niegdyś do I Rzeczypospolitej. Po przewrocie majowym opowiedział się po stronie Józefa Piłsudskiego. W rezultacie tego wyboru w 1929 ponownie opuścił PPS, która w tym czasie przeszła do zdecydowanej opozycji wobec rządów sanacyjnych.

## Rodzina
Urodził się w rodzinie kalwińskiej, był synem urzędnika kasy gubernialnej w Kaliszu Stanisława i Heleny z Barańskich. Był dwukrotnie żonaty. Po raz pierwszy ze Stanisławą Rozalią z Czajkowskich (ur. 1885), działaczką PPS w Zagłębiu – małżeństwo okazało się nieudane i w 1908 po uzyskaniu rozwodu wyszła powtórnie za mąż za Henryka Kirsta. Po raz drugi ożenił się w Petersburgu ze Stanisławą z Maśnych. Mieli syna architekta Przemysława Zygmunta (1912–1940), który został zamordowany przez NKWD w kwietniu 1940 w Charkowie. Został pochowany na cmentarzu ewangelicko-reformowanym w Warszawie (K, 2, 32).

## Ordery i odznaczenia
- Krzyż Niepodległości (pośmiertnie, 25 stycznia 1933)[2][5]
- Krzyż Oficerski Orderu Odrodzenia Polski (10 listopada 1928)[6]

## Niektóre prace
- Na przełomie, Sankt Petersburg 1916 (według VIAF i bibliotek tekst "Na przełomie" napisał Paweł Hulka-Laskowski pod pseudonimem "Bronisław Siwik")
- Na marginesie chwili, Sankt Petersburg 1916
- Do Maksyma Gorkija o drogach rozwoju narodów, Sankt Petersburg 1916
- Sprawa polska w oświetleniu przeciwieństw klasowych, Sankt Petersburg 1918
- O bolszewizmie, Petersburg i Warszawa 1918
- Na marginesie chwili, Warszawa 1919,
- Co to jest demokracja? Warszawa 1920
- Prawda niemiecka o ubezpieczeniach społecznych w Polsce, Gleiwitz 1920
- Die deutsche Wahrheit über die Sozialversicherungen in Polen, Kreuzburg 1921
- Państwo a społeczność narodowa, Warszawa 1921
- W walce o prawdę. (Rozważania dotyczące stosunków międzyludzkich), Warszawa 1928